# جیسون تاد
جیسون پیتر تاد (به انگلیسی: Jason Todd) یک شخصیت خیالی ضد قهرمان در کتاب‌های کامیک آمریکایی منتشر شده توسط دی‌سی کامیکس است که اغلب با شخصیت ابرقهرمان بتمن مرتبط است. شخصیت جیسون تاد توسط نویسنده جری کانوی و طراح دان نیوتن خلق شده‌است که برای اولین بار در شمارهٔ ۳۵۷ کمیک‌های بتمن (مارس ۱۹۸۳) معرفی شد و تبدیل به دومین شخصیتی شد که نقش همکار ابرقهرمان بتمن، یعنی رابین را ایفا می‌کند. او همچنین پس از کشته شدن به دست جوکر، در طی روایت داستانی مجموعه «آندر دِ رد هود» (۲۰۰۵)، یکبار دیگر زنده شد و نقش دومین شخصیت با نام مستعار رد هود را ایفا کرد.
شخصیت جیسون تاد در سریال تایتان‌ها با بازی کران والترز حضور یافت.

## زندگی شخصی
فرزند کاترین و ویلیس تاد، جیسون در شرق گاتهام سیتی در محلهٔ دزدها زندگی می‌کرد. کاترین، معتاد مواد مخدر بود که از اوردوز کشته شد قبل از اینکه در خیابان‌ها زندگی کند. ویلیس، دانشجوی پزشکی بود که برای دوچهره کار می‌کرد.
جیسون تاد، اول نوجوان یتیمی بود که چرخ‌های بت موبیل، ماشین بتمن را همان جایی که پدر و مادر بتمن به قتل رسیدند می‌دزدد. بتمن او را می‌بیند و می‌فهمد که جیسون تاد در مدرسه ای که برای دزدی است، فعالیت می‌کند. بتمن لباس رابین را به جیسون می‌دهد و جیسون تا شش ماه با بتمن تمرین می‌کند. البته بتمن فکر می‌کرد که جیسون هیچوقت جای آکروبات‌ها و تکنیک دیک گریسون را نمی‌گیرد و بیشتر مبارزی است که با عصبانیت می‌جنگد. او همچنین گفت که اگر به جیسون کمک نکند، جیسون به هر حال به تیم‌های جنایتکار می‌پیوندد.
جنجالی‌ترین اتفاق جیسون تاد قبل مرگش در بتمن شمارهٔ ۴۲۴ رخ داد. وقتی متجاوز سریالی فیلیپه گارزوناس از دادگاه بخاطر مصونیت دیپلوماتیک فرار کرد، یکی از قربانی‌های او به نام گلوریا، خودکشی کرد تا برای بار سوم دام تجاوز فیلیپه نیفتد. جیسون این اتفاق را می‌بیند و قبل از اینکه بتمن برسد، جیسون فیلیپه را از یک ساختمان به پایین پرتاب می‌کند. جیسون می‌گوید که او زیادی او را ترساند بخاطر همین او اشتباهی خود را پایین پرتاب کرد. جیسون بعدها هم سر یکی از جنایتکارها را به میله می‌کوبد. هنوز معلوم نیست که او مرده یا نه.
در بتمن شماره ۴۲۵، بتمن و جیسون به گمراهی می‌خورند وقتی پدر فیلیپه، جیمز گوردون را می‌دزدد بخاطر مرگ پسرش. بتمن با کسی که جیمز گوردون را دزدید در زباله‌دونی شهر ملاقات می‌کند درحالی که دربارهٔ این ماجرا هیچ چیزی به جیسون نگفت و او را در این موضوع وارد نکرد. ولی جیسون، فهمید یک چیزی اشتباه است و در صندوق ماشین بتمن قایم شد وقتی بتمن به زباله‌دونی شهر می‌رفت. بتمن، آنجا توسط افراد پدر فیلیپه گروگان گرفته می‌شود. جیسون از ماشین بیرون می‌آید و خود را درگیر ماجرا می‌کند و بتمن را نجات می‌دهد. شلیک ماشین گان به صدا در می‌آید و دست گوردون بسیار زخمی می‌شود، همهٔ آدم‌های پدر فیلیپه می‌میرند و پدر فیلیپه توسط چند ماشین غراضه زیر می‌شود.

#### مرگ
در داستان «بتمن مرگی در خانواده»، جیسون تاد می‌فهمد که کاترین تاد مادر اصلی او نیست و می‌رود که کسی را پیدا کند که او را به دنیا آورده. بعد از بسیار تلاش، جیسون هویت مادرش را کشف می‌کند که اسمش شیلا هی‌وود است و در اتیوپی زندگی می‌کند و در آنجا به عنوان کمک پزشکی کار می‌کند. حالا که جیسون ذوق‌زده‌است که با مادرش دوباره دیدار کند، می‌فهمد که جوکر، مادرش را تهدید به مرگ می‌کند و از او باج می‌گیرد تا او به جوکر ابزار پزشکی بدهد. به عنوان بخشی از باج، شیلا، فرزندش جیسون که الان به عنوان رابین رسیده بود را به جوکر می‌دهد. جوکر جیسون را می‌دزدد و او را با یک دیلم بسیار می‌زند که جیسون حتی دیگر نمی‌تواند راه برود. جوکر او و شیلا را در یک خانه خراب با بمب ساعتی تنها می‌گذارد. شیلا و جیسون بسیار تلاش می‌کنند که از خانه خراب بیرون روند وقتی خانه منفجر می‌شود، اما آنها دیر تلاش می‌کنند و وقتی داخل هستند، خانه منفجر می‌شود.
بتمن دیر به صحنه می‌رسد و بدن بی‌جان جیسون تاد را در سنگ‌ها پیدا می‌کند. شیلا زنده می‌ماند و به بتمن می‌گوید که جیسون زنده ماند تا شیلا را محافظت کند. بدن جیسون تاد به گاتهام سیتی برای خاک شدن می‌رود. مرگ جیسون تاد، بتمن را بسیار ناراحت کرد و این حادثه را بزرگ‌ترین شکست وی خواند. او لباس رابین جیسون را در غار خود برای یادآوری نگه می‌دارد. جوکر هم برای اینکه بتمن را اذیت کند، همیشه او را به مرگ جیسون تاد یادآوری می‌کند.

#### برگشت از قبر
سال‌ها بعد، وقتی درحال کشف هویت شخصیتی مشکوک که در مقابل او بود، بتمن فهمید که تیم دریک، جانشین جیسون که رابین بود، دزدیده شده‌است. او دزد تیم دریک را پیدا می‌کند و می‌بیند که او کسی نیست جز جیسون تاد بزرگسال که روی قبر خودش ایستاده‌است درحالی که نسخه‌ای تاریک تر از لباس رابین خود را بر تن کرده‌است. بتمن این «جیسون» عجیب را شکست می‌دهد و می‌فهمد که این کلی‌فیس بوده که خود را شبیه به جیسون تاد کرده و سن بزرگسال جیسون بخاطر این بوده که صورت او شباهت بیشتری به جیسون داشته باشد و همچنین بتواند مهارت‌های مبارزه نایت‌وینگ را داشته باشد. ولی با همهٔ این ماجرا، باز هم جسد جیسون در قبر او نیست.
بعدها این آشکار شد که جیسون در دست‌های جوکر مرده‌است، ولی، وقتی سوپربوی-پرایم واقعیت دنیایی که در آن گیر افتاده را دستکاری می‌کند، ضربه‌های مشت او به مانع واقعیت که او را از دنیا عقب انداخته، باعث می‌شود که امواج موقتی ساخته شود که باعث روی هم سوار شدن مدارهای موازی محور زمان می‌شود (هایپر تایم)
جیسون به زندگی برمی‌گردد و از کفن خود بیرون می‌رود، ولی به هر حال در بیمارستان بستری می‌شود. بعد از این بخاطر اتفاقات در محور زمان، هیچ‌کس جیسون را نشناخت و حتی هیچ پرونده ای هم برای مرگ او نبود. بعد از یک سال در کما و بعد آن هم یک سال دیگر به عنوان یک ولگرد که امنیژا دارد، او توسط تالیا الغول گرفته می‌شود بعد از این که یک جاسوس او را بخاطر مهارت‌های مبارزه خیابانی خود به عنوان رابین می‌شناسد.
تالیا بخاطر عشق خود به بتمن جیسون را گرفت، درحالی که پدر خود رأس‌الغول هم ایده برگشت جیسون به زندگی را دوست داشت، او به لیگ قاتلان دستور داد هرکسی که دربارهٔ برگشت جیسون می‌دانند را به قتل برسانند تا بتمن چیزی در این باره نفهمد. آنها همچنین یکی از نوچه‌های جوکر را بازجویی کردند تا بفهمند چگونه جیسون توانسته زنده بماند. تالیا بعداً سلامتی و حافظه جیسون را برمی‌گرداند توسط یک گودال لاساروس که خود پدرش هم در آن حمام می‌کرد و به او کمک کرد از خانهٔ الغول فرار کند. همچنین راس می‌گوید که این گودال باعث این شده که روان و ذهن جیسون به هم بریزد و این می‌تواند یک نفرین برای جیسون باشد، و می‌گوید که جنون می‌تواند تا ساعت‌ها، ماه‌ها و دهه‌ها او را بهم بریزد.
با استفاده از پول تالیا و عصبانی از حرف‌های او که او «هنوز انتقام نگرفته»، جیسون با گروهی از خلافکاران همکاری می‌کند که به او کمک کنند که به گاتهام برگردد. وقتی برمی‌گردد، او نقشه ای را درست می‌کند که بتواند از بتمن انتقام بگیرد بخاطر این که بتمن به او کمک نکرده و جوکر را بخاطر مرگ او نکشته‌است.